# 2000 WN183
2000 WM183, também escrito como 2000 WN183, é um objeto transnetuniano que está localizado no Cinturão de Kuiper, uma região do Sistema Solar. Este corpo celeste é classificado como um cubewano. Ele possui uma magnitude absoluta (H) de 7,0 e tem um diâmetro estimado de cerca de 175 km.

## Descoberta
2000 WM183 foi descoberto no dia 26 de novembro de 2000 pelos astrônomos O. R. Hainaut, C. E. Delahodde e A. C. Delsanti.

## Órbita
A órbita de 2000 WM183 tem uma excentricidade de 0,116 e possui um semieixo maior de 45,013 UA. O seu periélio leva o mesmo a uma distância de 39,790 UA em relação ao Sol e seu afélio a 50,235 UA.